# Liza Snyder
Pour les articles homonymes, voir Snyder.
Liza Snyder est une actrice américaine, née le 20 mars 1968  à Northampton (Massachusetts).

## Biographie
Liza Snyder est notamment connue pour ses rôles dans la série Les Anges de la ville (Sirens) et les sitcoms Jesse et Oui, chérie ! où elle a l'un des rôles principaux.

## Filmographie

### Actrice
- The Trials of Rosie O'Neill (téléfilm) (1 épisode, 1992)
- Arabesque (Murder, She Wrote) : Jeannine Bonelli (1 épisode, 1994)
- Les Anges de la ville (Sirens) : officer Molly Whelan (22 épisodes, 1993-1995)
- Erreur judiciaire (Innocent Victims) (1996) (téléfilm) : Angela Hennis
- Disparue (Race Against Time: The Search for Sarah) (1996) (téléfilm) : Martha
- La Vie à tout prix (Chicago Hope) : Serena Paretsky (1 épisode, 1996)
- Beyond Belief: Fact or Fiction : waitress in Casino (1 épisode)
- Pacific Blue : Rebecca Santori (1 épisode, 1997)
- Jesse : Linda (42 episodes, 1998-2000)
- Un monde meilleur (Pay It Forward) (2000) : Michelle
- Super Bowl's Greatest Commercials II  (2002) (téléfilm) : host
- Oui, chérie ! (Yes, Dear) : Christine Hughes (122 épisodes, 2000-2006)
- Man with a Plan : Andi Burns (2016 - 2020)

### Réalisatrice
- Oui, chérie ! (Yes, Dear) (1 épisode, 2005)